# La Limouzinière
La Limouzinière is een gemeente in het Franse departement Loire-Atlantique in de regio Pays de la Loire. De plaats maakt deel uit van het arrondissement Nantes. La Limouzinière Legé telde op 1 januari 2022 2.468 inwoners.

## Geografie
De oppervlakte van La Limouzinière bedroeg op 1 januari 2022 29,54 vierkante kilometer; de bevolkingsdichtheid was toen 83,5 inwoners per km².

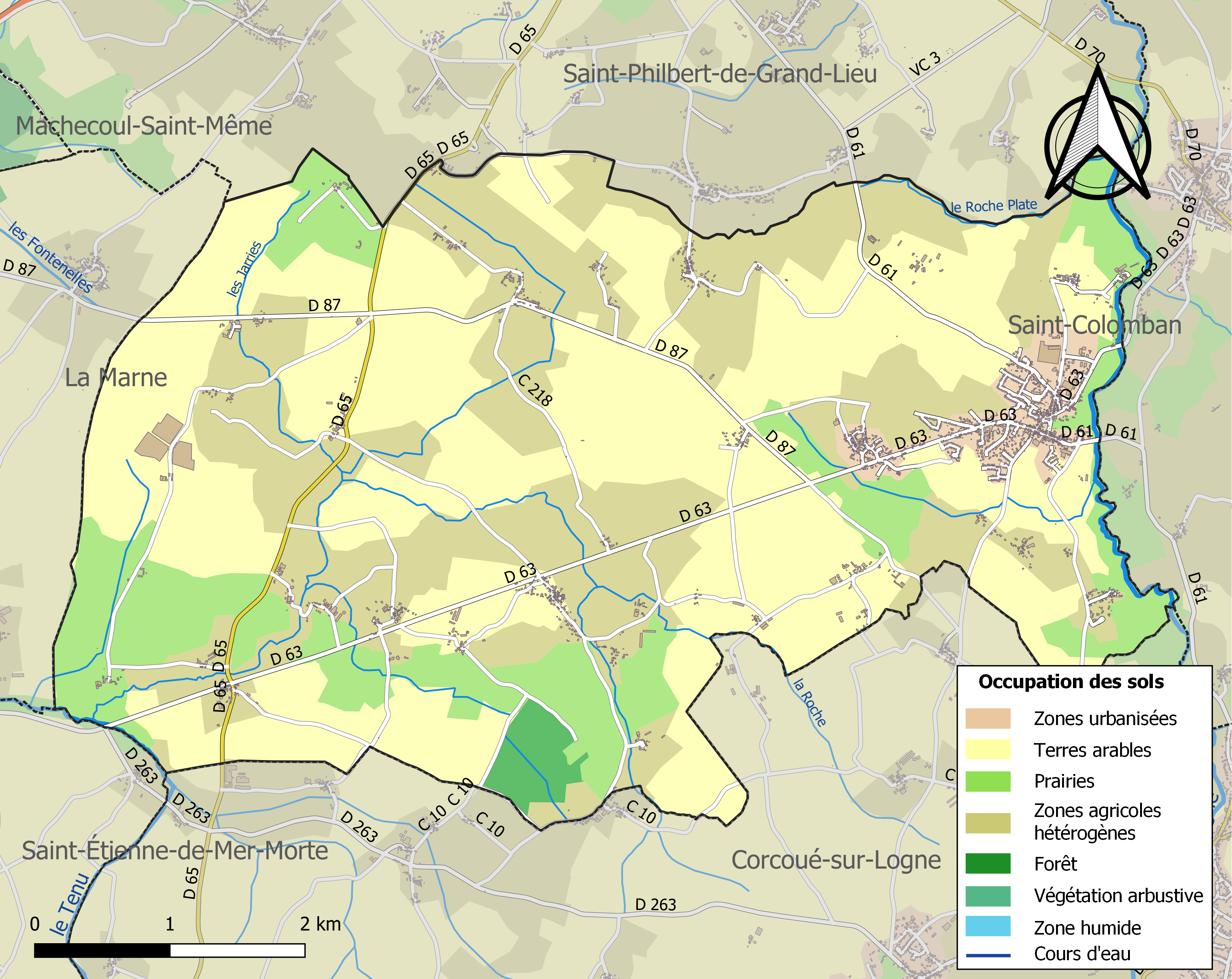
Kaart van de gemeente met de belangrijkste infrastructuur, bodemgebruik en omliggende gemeenten

## Demografie
Onderstaande figuur toont het verloop van het inwonertal (bron: INSEE-tellingen).